# Bernd Jäkel
Bernd Jäkel, född den 1 maj 1954 i Berlin, är en östtysk och därefter tysk seglare.
Han tog OS-guld i soling i samband med de olympiska seglingstävlingarna 1996 i Atlanta.